# دانشگاه ساری
دانشگاه ساری (به انگلیسی: University of Surrey) یک دانشگاه تحقیقاتی دولتی در گیلدفورد واقع در منطقه جنوب‌شرق انگلستان است که در سال ۱۹۶۶ میلادی منشور سلطنتی خود را به همراه تعدادی از مؤسسات دیگر به دنبال توصیه‌های گزارش رابینز دریافت کرد. نتایج تحقیقاتی دانشگاه و مشارکت‌های جهانی باعث شده‌است که این دانشگاه به‌عنوان یکی از دانشگاه‌های تحقیقاتی پیشرو در بریتانیا درنظر گرفته شود.